# Burg Drachenstein
Die Burg Drachenstein, auch Drackenstein genannt, ist die Ruine einer Spornburg auf dem 520 m ü. NN hohen Drackenstein 500 Meter nördlich der Kirche des Ortsteils Laimnau der Stadt Tettnang im Bodenseekreis in Baden-Württemberg.

## Geschichte

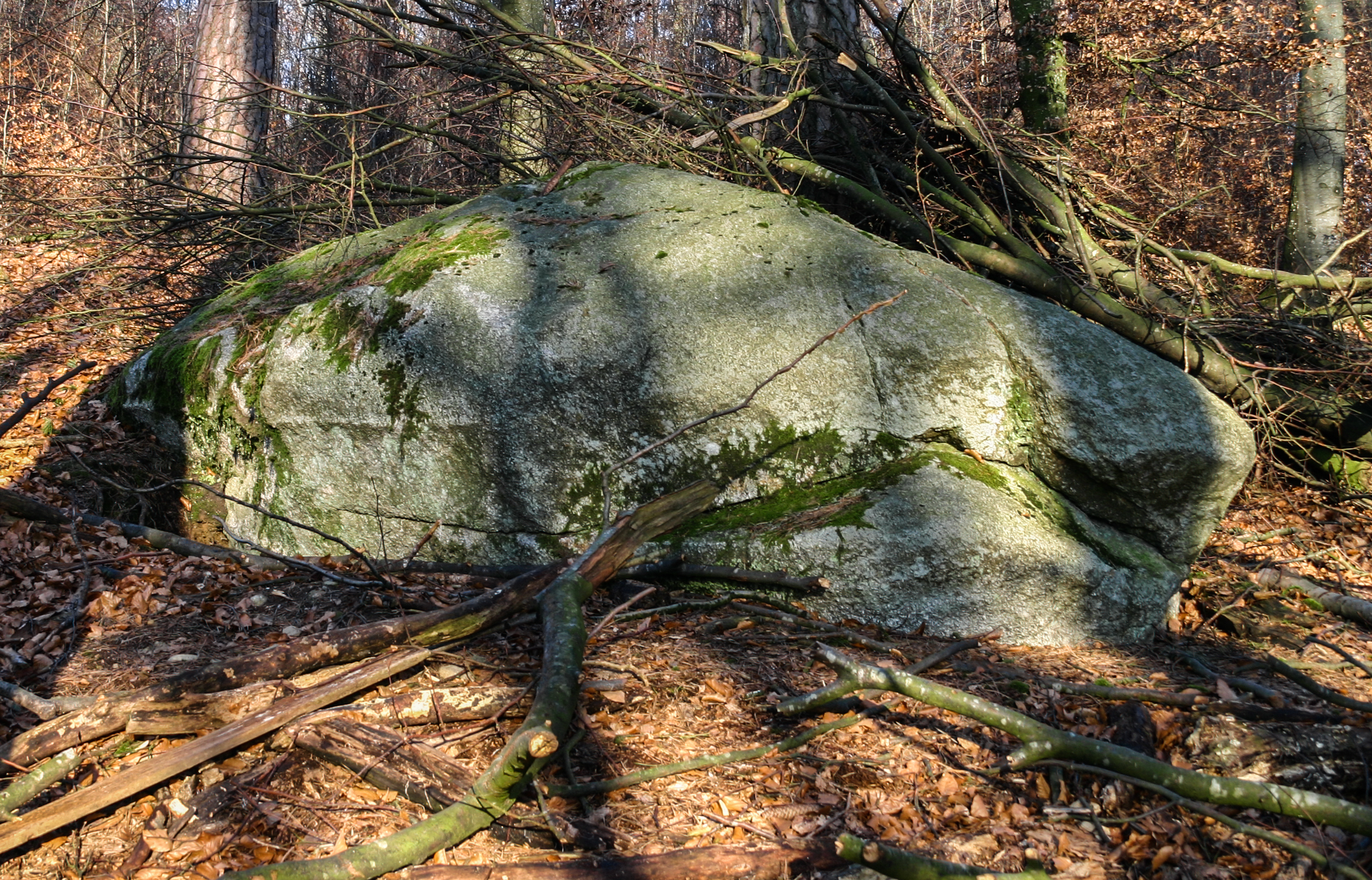
Erratischer Block Drackenstein

Vermutlich handelte es sich bei der Burg in erster Periode um eine Anlage des Frühmittelalters, die später während des Hochmittelalters unter anderem durch einen die Anlage teilenden Wallgraben erneut bebaut wurde. 1480 wurde die Wallburg als „Trackenstein das Burgstall“ urkundlich erwähnt, über deren ursprüngliche Funktion und deren Besitzer wird aber keine Quellen Auskunft geben. Von der ehemaligen Burganlage, einer Wehranlage auf einer Gesamtlänge von etwa 130, sind noch Wall- und Grabenreste erhalten. Die von Gräben und Wällen umfasste Innenfläche bildet einen etwa viereckigen Grundriss mit stark abgerundeten Ecken; ihre größte Breite beträgt achtzehn, die maximale Länge 53 Meter.
Innerhalb der Wälle befindet sich ein auffälliger erratischer Block aus Gneis, der in der Region als Drackenstein bekannt ist.

## Archäologie
Innerhalb des Areals sind archäologische Befunde und Funde nicht auszuschließen: Nur mit solchen Quellen dürfte es möglich werden, zu einer genaueren Datierung dieser aufgrund topologischer Kriterien nur sehr grob als mittelalterlich auszusprechen, wohl in zwei Phasen entstandenen Befestigungsanlage zu gelangen. Aus diesen für die Geschichte des Tettnanger Raums wie auch burgenkundlichen Aspekten wichtigen Gründen besteht an einer wissenschaftlichen Dokumentation solcher Bodenurkunden ein öffentliches Interesse.